# M. Fehérvári Judit
 M. Fehérvári Judit (Debrecen, 1962. október 23. –) magyar író, költő, publicista, szakvizsgázott magyar-történelem-orosz-tánc- és drámapedagógus, pedagógiai-szakmódszertani újságíró.
Teljes nevén: Mocsár Gáborné Fehérvári Judit. 
Szülei: Fehérvári Antal, Pálfi Zsófia.
Testvér: Fehérvári Anikó. 
Férj: ifjú Mocsár Gábor mélyépítési tervező-és agrármérnök (1953 – 1992). 
Gyermek: Mocsár Zsófia Alexandra (1991. február 10 – 2016. június 23.), alkalmazott látványtervező, intermédiaművész (MKE, University of Alberta). Apósa: Mocsár Gábor, József Attila-díjas író (1922-1988).

## Foglalkozása
- Magyar író, költő és publicista, szakvizsgázott magyar-történelem-orosz-tánc-és drámapedagógus, pedagógiai-szakmódszertani újságíró.
- phS Richard Wagner és a XIX. század politikai ideológiái.
- Érdeklődési köre a XX. század életmód-és mentalitástörténete, zenetörténet, a hátrányos helyzetű-és pszichés problémákkal küzdő gyermekek drámapedagógia eszközökkel történő lelki segítése (minisztériumi dicséret és AMI minősítés egykori munkahelyének)

## Iskolái
- Vegyipari Szakközépiskola (1977-1981)
- KLTE: történelem-orosz szak (1981-1986)
- KLTE: filozófia szak (befejezetlen maradt)
- Pázmány Péter Katolikus Egyetem: katolikus hit- és erkölcsoktató szakirányú továbbképzés (befejezetlen maradt)
- BGYTK: magyar szak (1989-1992)
- Debreceni Hittudományi Egyetem: tánc-és drámapedagógia szakvizsgával (2006-2009)

## Munkássága
Az irodalom szeretete nagyon hamar megérintette, mégis történelmi innovációi és tankönyvi modelljei miatt kapta élete eddigi legnagyobb elismeréseit: 15 Pro Renovanda Cultura Hungariae ösztöndíját az Unger Mátyás Emlékére Szakalapítványtól (forrás: a Historia folyóirat különböző számai), a Magyar Köztársaság Külügyminisztériumának ösztöndíját (2009), a Tehetséges Debreceni Fiatalokért Kuratóriumának ösztöndíját és számtalan egyéb innovációs díjakat, Hajdú-Bihar, Pest-és Vas megyei Pedagógiai Intézetek, Dinasztia Tankönyvkiadó, több történelem tankönyvet is írt.
2011-ig a pedagógiának élt, s csak ezután kezdett ismét írni. Egyetemistaként az Egyetemi Élet, később a Hajdú-Bihar megyei Napló, s az Őszikék sajtóorgánumokban jelentek meg művei. Első kötete elég későn, 2011-ben jelent meg A szivárvány tenyerén címmel. Második kötete a Cetliregény, harmadik megszólalása a Lélekidő(n), negyedik kötetet a Káprázatok, ötödik kötete akkori élettársával, Varga Istvánnal közös, s a Queer Kiadó gondozásában látott napvilágot 2012-ben. Az Allegória Irodalmi, Közösségi-és Művészeti Portál tulajdonosa. Az Agria-és a Partium Folyóiratok állandó szerzője, a Főnix Dala és a Comitatus Folyóirat volt szerzője. 2021. novembere óta a Tudaton Magazin állandó szerzője is. Egyéb megjelenések: Napút folyóirat – nyomtatásban és online, Magyar Napló, Szabad Magyar Szó, Helyőrség, Tiszatáj, beválogatás a Szépirodalmi Figyelőbe.

## Fontosabb művei
- A magyarság születése (Tankönyv)
- Az elrejtett XX. század (Tankönyv)
- A műelemzés – tanulmányok (Tanulmány)
- Útban az Európai Unió felé (Tankönyvi modell ) – A Magyar Köztársaság díja tankönyvírásért (2009)
- Tanmenet – előképző 1., 2. – belső használatra
- Tanmenetek (beszédgyakorlatok, kreatív drámajátékok, vers-és prózamondás, mozgásgyakorlatok, ) – alapfok 1., 2. – belső használatra
- A szivárvány tenyerén. Hangokban álmodom. Néhány perces versmeditációk, szösszenetek; Mocsár Gáborné Fehérvári Judit, Debrecen, 2011[1]
- M. Fehérvári Judit–Varga István: Három évtizednyi szabadesés után. Együtt hajózva. Néhány perces versmeditációk, szösszenetek és barangolások önmagunk mélyén; Queer, Bp., 2012[2]
- Cetliregény – Publio Kiadó [3]
- Beavatás. Antológia. Kortárs alkotóink "peremvidéki" vízióiból; szerk. Brátán Erzsébet, Mocsár Gáborné Fehérvári Judit; Queer, Bp., 2013[4]
- Káprázatok – Queer Kiadó
- Emlékképek 1914-16. – Dr. Szedenik Jenő képes-levelező- és tábori lapjai – többszerzős – szerkesztő és szerző (OSZK)[5]
- Sodrásban – Vizuális Pedagógiai Műhely BT – többszerzős (OSZK)
- [6]
- Allegória Hangok 1.– többszerzős – szerkesztő és szerző (OSZK)[7]
- Allegória Hangok 2. – többszerzős – szerkesztő és szerző (OSZK)
- Allegória Online Irodalmi és Közéleti Folyóirat[8]
- A palack(korszelleme) 1. – többszerzős – szerkesztő és szerző (OSZK)
- A palack(korszelleme) 2. – többszerzős – szerkesztő és szerző (OSZK)[9]
- Tavaszi zsongás – lelki kitárulkozás – többszerzős – szerkesztő és szerző (OSZK)[10]
- Infinitívusz – többszerzős – szerkesztő és szerző (OSZK)
- „Égő csillagokkal Angyalok kelnek” – többszerzős – szerkesztő és szerző (OSZK)
- Meridiánok – Hénoch Kiadó – többszerzős (OSZK)[11]
- Magyarok vagyunk Európában – szerkesztette: Pete László (Corvin Kiadó – 2014.)[12]
- Szárnyminták – többszerzős – szerkesztő és szerző (OSZK)
- Hangadó CD
- Mocsár Zsófia Alexandra: Posztumusz én; szerk. Mocsár Gáborné Fehérvári Judit, Németh Jenőné; Mocsár Gáborné, Debrecen, 2016[13]
- Lélekidő (n) 2. (magánkiadás)
- Lélekidő(n) 3-4. magánkiadás
- Tíz dzsiszei[14]
- „Peer 42”, avagy a „Későn megértett bohóckodás” Duális elemzési kísérlet
- M. Fehérvári Judit: A hiányoktól megperzselt lélek, s a relatív igazságok költője [15]
- Agria 2017 – "In memoriam" versek [16]
- Partium [17]
- Magyar Napló 2018 [18]
- Helyőrség 2021 [19]
- Lektorálások: Dr. Bige Szabolcs, Jéga Szabó Ibolya, Kertész Éva,[20] Kitley Mária, Molnár József
- Beválogatás a Szépirodalmi Figyelőbe: [21]

- A szivárvány tenyerén [22]
- Cetliregény [23]
- Lélekidő [24]
- Emlékképek [25]
- Meridiánok antológia [26]
- Queer Kiadó [27]
- Beavatás [28]
- Allegória Irodalmi-, Művészeti- és Közösségi portál [29]
- Magyarok vagyunk Európában: [30]
- M.Fehérvári Judit Honlap [31]
- M.Fehérvári Judit Blog [32]

## Díjai
- 2009 - A magyar Köztársaság Külügyminisztériumának ösztöndíja történelem tankönyvi modell írásáért
- 1996-2009 - Debrecen városának Ifjúsági-, Kulturális- és Sportosztályának díjai történelmi innovációkért
- 1996-2009 - Pro Renovanda Cultura "Unger Mátyás" szakalapítványak díjai 15 alkalommal
- 1997 - A Tehetséges Debreceni Fiatalok ösztöndíja